# Eric Eklund (fysiker)
Eric Eklund, född omkring 1713 i Eskilstuna, död 7 oktober 1766 i Strängnäs, var en svensk fysiker och lingvist.
Eklund studerade vid trivialskolan i Strängnäs och vid Strängnäs gymnasium 1726–1736 och blev därefter student vid Uppsala universitet. Han var en av Carl von Linnés mest intresserade lärjungar och studerade språk och fysik. Han utgav 1744 Essai, pour aprendre facilement et en peu de tems la langue francôise... Försök, til at lätt och på kort tid lära fransöska språket, den dittills mest omfångsrika läroboken i franska utgiven på svenska. Eklund som var intresserad av pedagogik utgav även 1746 Upfostringsläran, som wisar sätt och medel til ungdomens rätta skiötsel och underwisning. 1760 ansökte han om lektorat vid Strängnäs gymnasium och blev 1762 lektor i logik och fysik där. 1765–1766 var han rektor vid gymnasiet.